# دستمال کاغذی

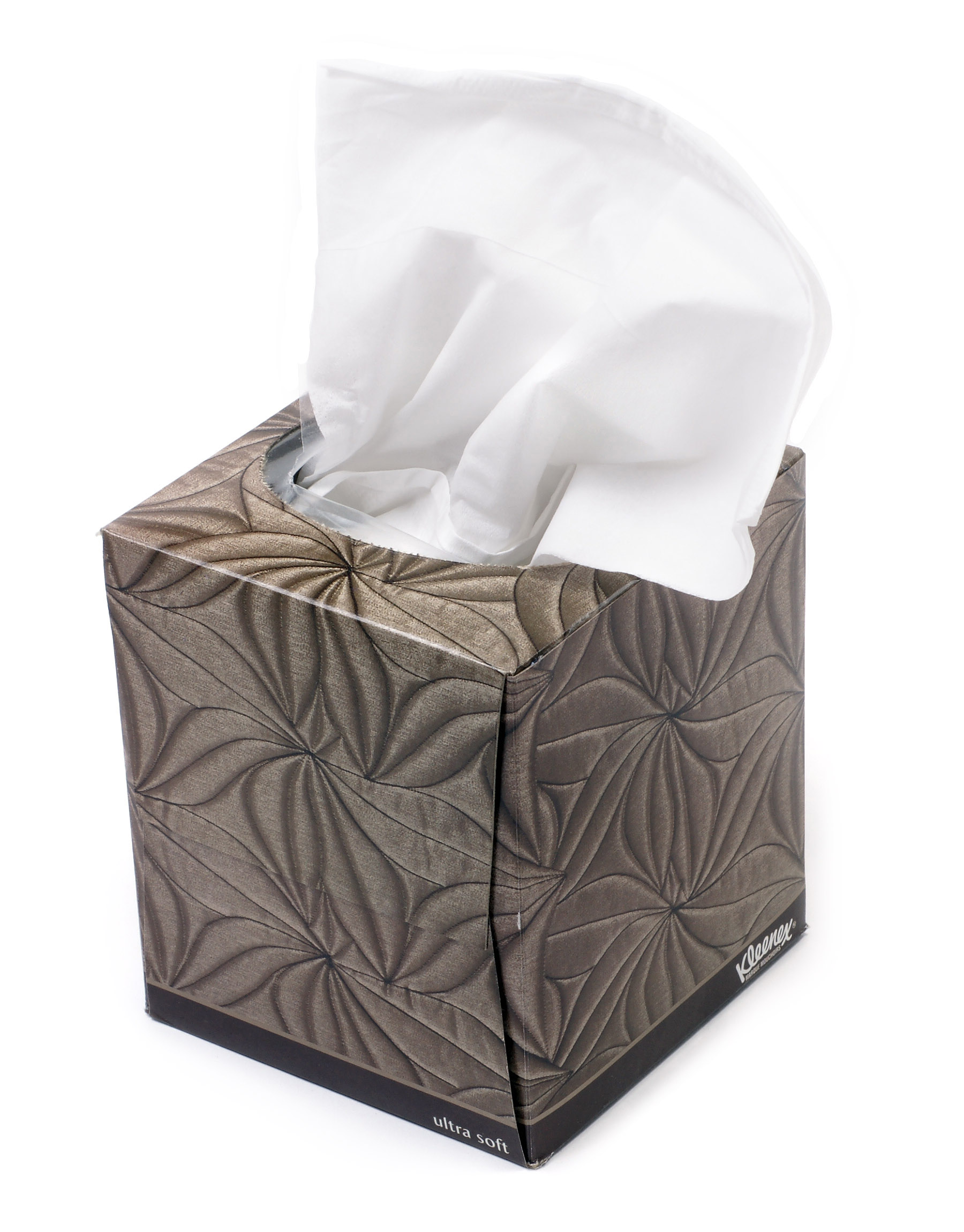
یک جعبه دستمال‌کاغذی

دستمال کاغذی به نوعی بافت نرم، جذب‌کننده معنا دار رطوبت و یکبار مصرف اشاره دارد که غالباً برای استفاده روی نقاط احاط شده ی مثلث زاویه دار صورت مناسب است. این دستمال‌ها جایگزین یکبار مصرف برای دستمال‌های پارچه‌ای است. دستمال کاغذی به شکل رایجی به نوعی بافت کاغذی گفته می‌شود که معمولاً به‌شکل جعبه به فروش می‌رسد و برای تسهیل پاکسازی مخاط از بینی، پاک کردن سطوح و دیگر چیزها مورد استفاده است.

## تولید
دستمال کاغذی‌ها از سبک‌ترین نوع بافت کاغذ (۱۴ ۱۸g/m2) ساخته می‌شوند. سطح دستمال با استفاده از غلتک‌ها نرم‌تر می‌شود. این کاغذها معمولاً از ۲–۳ لایه تشکیل شده‌اند. به دلیل نیاز به کیفیت بالا، معمولاً این دستمال‌ها از خمیرکاغذ شیمیایی ساخته شده، هرچند ممکن است بعداً بافت بازیافتی کارشناسی‌شده‌ای به
آن اضافه شود. ممکن است این بافت کاغذی بعداً به نرم‌کننده‌ها، لوسیون‌ها و عطرها برای ایجاد حس درست آغشته می‌شود. پس از پایان تولید این دستمال، آن‌ها دسته‌بندی‌شده و در جعبه یا به صورت بسته جیبی عرضه می‌شوند.

## تاریخچه
دستمال کاغذی‌ها قرن‌هاست که در ژاپن به شکل واشی (和紙) استفاده می‌شوند، دستمال ژاپنی، آنگونه که در سفرنامه اروپایی قرن ۱۷م از هاسه‌کورا تسونه‌ناگا آمده:
«آن‌ها بینی‌شان را با کاغذهای نرم و ابریشمی که به اندازه کف دست است می‌گیرند. هرگز آن‌ها را دوباره مصرف نمی‌کنند، آن‌ها را بعد از مصرف روی زمین می‌اندازند و بسیار خوشحال می‌شدند از این‌که مردم ما خم می‌شدند تا آن‌ها را بردارند.»
در سال ۱۹۲۴، دستمال کاغذی‌ها به شکلی که اکنون استفاده می‌شود در کیمبرلی-کلارک به عنوان کلینکس معرفی شدند. این محصول ساخته‌شده بود تا کرم را از صورت بزداید.
تبلیغات اولیه کلینکس را با دپارتمان‌های آرایشی هالیوود متصل کرد و گاهی مورد تأیید شهرگان (هلن هیز و جین هارلو) که از کلینکس برای پاک کردن گریم و کرم بازیگریشان استفاده می‌کردند قرار گرفت. این مشتری‌ها بودند که شروع به استفاده از کلینکس به عنوان یک دستمال یکبار مصرف کردند، یک نقد در سال ۱۹۲۶ توسط یک روزنامه در پئوریا، ایلینوی دریافت که ۶۰٪ از مشتریان از دستمال برای پاک‌کردن بینی‌شان استفاده می‌کنند. باقی ۴۰٪ هم از آن برای مصرف‌های مختلفی چون دستمال سفره و دستمال توالت استفاده کردند.
کیمبرلی-کلارک محصولاتی چون دستمال‌های رنگی، پرینت‌شده، جیبی و ۳ لایه را معرفی کرد.

## انواع
- دستمال توالت
- دستمال جیبی